# Речка 3-я
Речка 3-я (устар. Третья Речка) — река на юге Чукотки. Бассейн Третьей речки целиком располагается в Анадырской низменности. Питание снеговое и дождевое. Длина реки 99 км.
Берёт истоки в болоте Александра, бывшем озере, располагающемся северо-восточнее озера Кыргогытгын. Впадает в Анадырский лиман Берингова моря.
По Третьей речке проходит граница Государственного природного заказника «Автаткууль». Река протекает через сильно заболоченные равнинные кочкарные осоково-пушицево-кустарничковые тундры, в пойме реки произрастают низкорослые ольховники и ивняки. В верховьях реки находится полевая станция заказника.
Воды реки являются местом нереста лососёвых.
Притоки (от устья): Кривой, Прохладный, Друг, Длинная, Кустовая, протока к оз. Круглое, Короткая, протока к оз. Ласковое, Гористая.
В низовьях под действием приливов отмечается изменение течения реки на противоположное. Близ устья посреди русла реки находятся острова Два брата и Безымянные.

## Топографические карты
- Лист карты Q-60-XXXIII,XXXIV устье р. Великая. Масштаб: 1 : 200 000. Состояние местности на 1964—1984 год. Издание 1987 г.
- Лист карты Q-60-127,128 гора  Дионисия. Масштаб: 1 : 100 000. Состояние местности на 1984 год. Издание 1986 г.
- Лист карты Q-60-139,140 гора  Каменная. Масштаб: 1 : 100 000. Состояние местности на 1984 год. Издание 1986 г.
- Лист карты Q-60-137,138 фактори Великая. Масштаб: 1 : 100 000. Состояние местности на 1986 год. Издание 1990 г.